# 1944年鐵路
此條目列出1944年發生有關鐵路運輸的事件。

## 事件

### 1月
- 1月3日：發生托雷德爾維耶爾索鐵路事故（英语：Torre del Bierzo rail disaster），多達500人死亡。
- 1月18日：莫斯科地鐵阿爾巴特-波克羅夫卡線由庫爾斯克站延長至伊茲邁洛夫斯基公園站。
- 1月28日：同盟國的戰俘意外被美國空軍第320轟炸大隊（英语：320th Air Expeditionary Wing）擊中，約450人死亡[1]。

### 3月
- 3月23日：馬德里地鐵4號線通車。

### 4月
- 4月1日：印度政府取得馬德拉斯及南馬拉他鐵路（英语：Madras and Southern Mahratta Railway）與南印度鐵路（英语：South Indian Railway）[2]。

### 5月
- 5月15日：莫斯科地鐵阿爾巴特-波克羅夫卡線加設發電廠站。
- 5月31日：南海鐵道多奈川線通車，但次日就讓渡予近畿日本鐵道。

### 9月
- 9月1日：名古屋鐵道名古屋本線東西聯絡線開業。

### 6月
- 6月6日（D-Day）：諾曼第登陸破壞了卡爾瓦多斯鐵路（英语：Chemins de Fer du Calvados）[3]。
- 6月20日：布宜諾斯艾利斯地鐵E線（英语：Line E (Buenos Aires Underground)）通車。

### 10月
- 10月1日：印度政府取得孟加拉那格浦爾鐵路（英语：South Eastern Railway (India)#The Bengal Nagpur Railway）[2]。

### 12月
- 12月27日：廣島電鐵比治山線通車。